# 田村泰一
田村泰一（1964年生まれ）は日本の経営学者。早稲田大学准教授。

## 来歴
1988年早稲田大学理工学部電気工学科卒業。1990年東京大学大学院工学系研究科電子工学専攻修士課程、2007年東京医科歯科大学大学院（医療管理政策学コース）修士課程修了。
科学技術庁研究開発局海洋開発課長補佐、文部科学省研究開発局海洋地球課長補佐、経済産業省経済産業政策局地域経済産業グループ産業施設課長補佐、早稲田大学大学院アジア太平洋研究科助教授等を経て、早稲田大学商学学術院准教授。

## 主要著作
- 創造する経営（共著）（日科技連出版社）
- 世界の技術移転モデルと企業創造の産業政策（オフィースオートメーション学会）
- 米日亜の知識移転構造と地域空洞化（オフィースオートメーション学会）
- 日中の技術移転に関する政策論的分析（オフィースオートメーション学会）
- ＭＯＴと産学連携マネジメント（オフィースオートメーション学会）
- 情報科学技術政策と政府の意思決定構造変化について（研究・技術計画学会）

## 不祥事
2015年11月13日、早稲田大学は、教え子3人の学位論文の一部を自らの論文に無断で使用したとして、商学学術院の田村泰一准教授（51）を停職4カ月の懲戒処分にしたと発表した。
大学によると、問題となった論文は田村准教授が2013～14年に学会誌などで発表した4本。過去に大学院で指導していた学生3人による論文の表現やデータを引用したが明示せず、許可も取っていなかった。
盗用を指摘された4本の論文は13年と14年に『日本経営学会誌』に単著として発表した論文と、やはり同准教授が14年に早稲田大学発行の学術雑誌『早稲田国際経営研究』に単著として発表した論文2本の計4本である。

2016年9月に日本経営学会は『日本経営学会誌』の問題の2本の論文について，常任理事から構成される倫理委員会で慎重に検討を進めた結果，その一部において著作権侵害などの問題が認められたとして、掲載を取り消すことを決定した。
掲載取り消しとなった論文
（1）　「デジタルコンテンツビジネスにおけるプラットフォーム戦略の成功要因」『日本経営学会誌』第32 号，43-54頁，2013年11月20日発行
（2）　「ICT分野における標準化戦略とビジネスモデルの関係性─クアルコムとインテルの事例を中心として─」『日本経営学会誌』第33号，28-39頁，2014年6月15日発行

また、『早稲田国際経営研究』の2本の論文についてTOCANA2015年11月16日の記事「早稲田大学“コピペ盗用”准教授は文部科学省出身者！ 一部学生が「最低評価」を付けた授業内容とは？」で、以下のように報じている。
「准教授の研究者としての評判をある関係者が明かす。
「早稲田国際経営では編集委員はいますが、査読はありません。にもかかわらず、ある時、この准教授が投稿した論文を手にした事務職員が編集委員の先生に困惑気味に『このまま載せていいのでしょうか？』と相談したと聞いています」
　確かに准教授の早稲田国際経営の単著論文などを読むと、同じような形容動詞を一文のなかで連発したり、文章内の繋がりが悪かったりと、学術論文としては疑問符のつくような部分は散見される。
　別の学内関係者は「あれは○○（准教授の姓）クオリティーですからね」と苦笑する。もっとも准教授自身は前述のように官僚として実務家出身なので、研究者としての論文はあまり得意ではないのかもしれない。
　また、ある時、この准教授が専門としている分野も含めた書籍を出版しようという話が周囲で持ち上がったことがあったが、准教授はそれに難色を示した。その理由を本人は「自分が授業で使用している資料はほとんどが借用しているものが中心で、オリジナルのモノはほとんどないから」と、悪びれもなく明らかにしたという。」

早稲田大では昨年、商学学術院の別の准教授（当時）による論文盗用も発覚した。鎌田薫総長は「昨年に続き研究不正が判明し、極めて遺憾。研究者倫理の徹底を図る」とのコメントを出した。